# Lindow (Mark)
Lindow (Mark) ist eine Stadt im Landkreis Ostprignitz-Ruppin in Brandenburg (Deutschland). Sie ist Sitz des Amtes Lindow (Mark).

## Geografie
Die Stadt liegt ca. 60 km nördlich von Berlin an der Deutschen Tonstraße im Naturpark Stechlin-Ruppiner Land inmitten von Kiefern- und Mischwäldern auf einer Landbrücke, umgeben von drei Seen: dem Wutzsee, dem Gudelacksee und dem Vielitzsee.

## Stadtgliederung
Zur Stadt gehören folgende Ortsteile und Wohnplätze:
Ortsteile

Banzendorf, Hindenberg, Keller, Klosterheide, Schönberg (Mark)
Wohnplätze

Birkenfelde, Dampfmühle, Grünhof, Gühlen, Kramnitz, Kramnitzmühle, Rosenhof, Rudershof, Siedlung Werbellinsee, Sportschule Lindow, Wilhelmshöhe

## Geschichte

Karte von Lindow (1799)

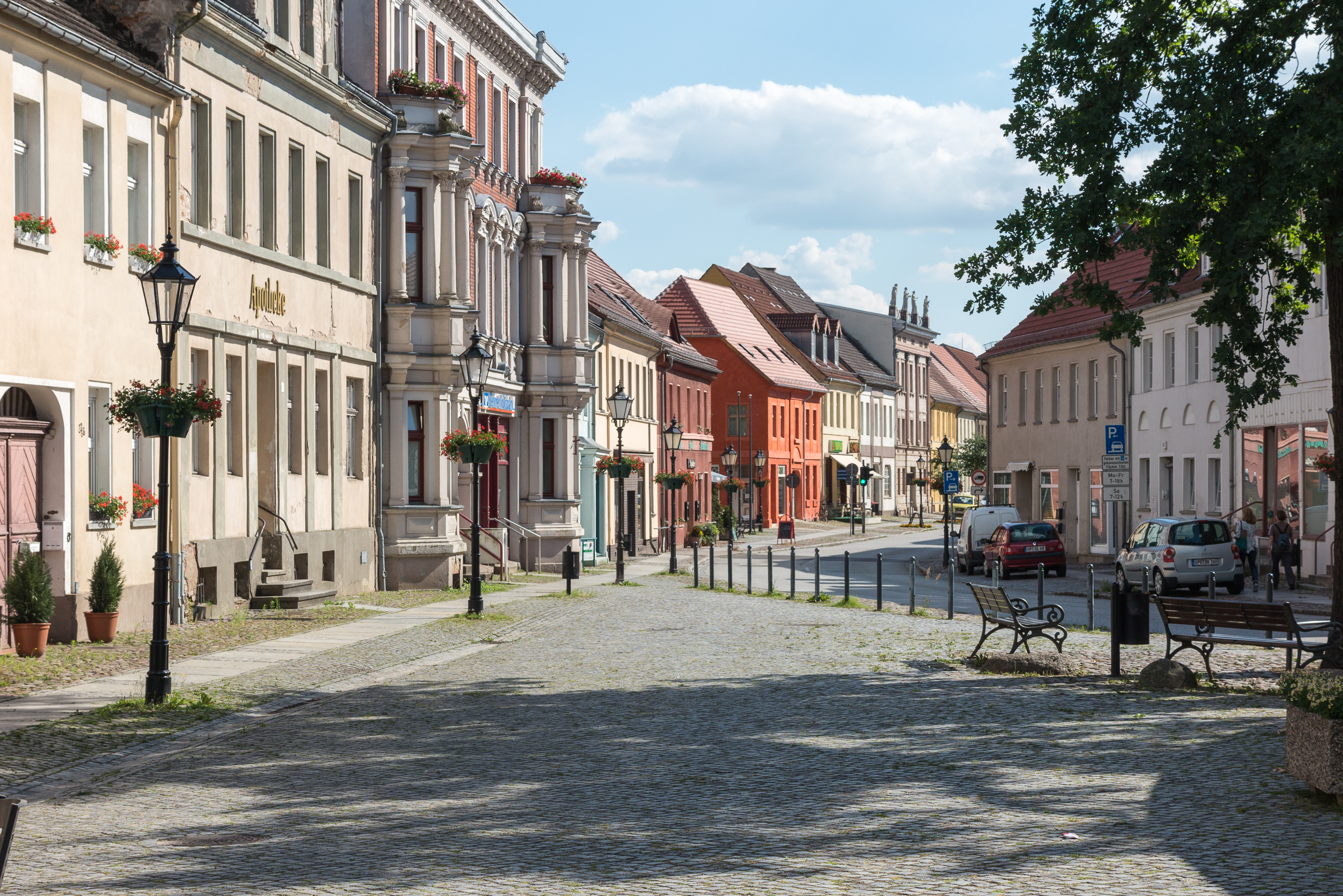
Marktplatz und Straße des Friedens in Lindow

Im 13. Jahrhundert wurde Lindow Sitz des Klosters Lindow, eines Nonnenklosters der Zisterzienserinnen oder Prämonstratenserinnen. Dies lässt sich nicht mit Sicherheit feststellen, da die Akten in der Reformationszeit untergegangen sind. Gründer waren die Grafen von Lindow-Ruppin als Besitzer der Herrschaft Ruppin. Das Kloster war umgeben von mehreren kleinen Dörfern, welche zu dieser Zeit zum Besitz des Klosters gehörten. Nach der Reformation und späteren Zerstörung der Kirche wurden die verbleibenden Gebäude ein evangelisches Stift für adlige unversorgte Damen. Die letzten Stiftsdamen (Kanonissinen) starben in den 1960er Jahren.
Ihr Friedhof liegt neben der Kirchenruine.
Vier Kilometer entfernt von Lindow liegt das ehemalige Kirchdorf Gühlen, heute Teil von Lindow.
Von 1879 bis 1951 bestand das Amtsgericht Lindow (Mark).
Im Ortsteil Klosterheide betrieb die SS-Organisation Lebensborn vom September 1937 bis Ende 1944 das Lebensbornheim Kurmark.
Am 4. August 1952 stürzte ein sowjetisches Militärflugzeug auf der „Amtsfreiheit“, einem Platz im Stadtgebiet von Lindow, ab. Dabei kamen sowohl die beiden Insassen (Pilot und Waffensystemoffizier) als auch ein Einwohner Lindows ums Leben.
Nach der Wende 1989 zog sich das ehemalige Staatsoberhaupt der DDR Erich Honecker für einige Tage in ein Regierungsheim in der Nähe der Stadt zurück, bis ihn Bürgerproteste zum Auszug zwangen.
Seit 1998 ist Lindow (Mark) ein staatlich anerkannter Erholungsort.
Verwaltungsgeschichte
Lindow gehörte seit dem 14. Jahrhundert zur Herrschaft Ruppin, seit 1524 zum Kreis Ruppin in der Mark Brandenburg und ab 1952 zum Kreis Neuruppin im DDR-Bezirk Potsdam. Seit 1993 liegt Lindow im brandenburgischen Kreis Ostprignitz-Ruppin.
Banzendorf, Keller und Klosterheide wurden am 31. Dezember 2001 nach Lindow eingegliedert; Hindenberg und Schönberg (Mark) kamen am 26. Oktober 2003 hinzu.

## Bevölkerungsentwicklung
| Jahr | Einwohner |
| ---- | --------- |
| 1875 | 1 984     |
| 1890 | 1 933     |
| 1910 | 1 649     |
| 1925 | 1 923     |
| 1933 | 2 131     |
| 1939 | 2 248     |

| Jahr | Einwohner |
| ---- | --------- |
| 1946 | 3 414     |
| 1950 | 2 887     |
| 1964 | 2 517     |
| 1971 | 2 807     |
| 1981 | 2 716     |
| 1985 | 2 705     |

| Jahr | Einwohner |
| ---- | --------- |
| 1990 | 2 585     |
| 1995 | 2 483     |
| 2000 | 2 606     |
| 2005 | 3 276     |
| 2010 | 3 097     |
| 2015 | 2 966     |

| Jahr | Einwohner |
| ---- | --------- |
| 2020 | 3 030     |
| 2021 | 2 991     |
| 2022 | 3 032     |
| 2023 | 2 918     |
| 2024 | 2 921     |

Gebietsstand des jeweiligen Jahres, Einwohnerzahl: Stand 31. Dezember (ab 1991), ab 2011 auf Basis des Zensus 2011, ab 2022 auf Basis des Zensus 2022

## Politik

### Stadtverordnetenversammlung
Die Stadtverordnetenversammlung von Lindow besteht aus 16 Stadtverordneten und dem ehrenamtlichen Bürgermeister. Die Kommunalwahl am 9. Juni 2024 führte bei einer Wahlbeteiligung von 69,1 % zu folgendem Ergebnis:
| Partei / Wählergruppe             | Stimmenanteil 2019 | Sitze 2019 |  | Stimmenanteil 2024 | Sitze 2024 |
| --------------------------------- | ------------------ | ---------- |  | ------------------ | ---------- |
| CDU                               | 29,4 %             | 5          |  | 28,9 %             | 5          |
| Pro Lindow                        | –                  | –          |  | 27,8 %             | 4          |
| Wählergruppe Lindow Land          | 19,0 %             | 3          |  | 20,4 %             | 3          |
| SPD                               | 17,2 %             | 3          |  | 11,8 %             | 2          |
| Bündnis 90/Die Grünen             | 17,6 %             | 3          |  | 05,5 %             | 1          |
| Einzelbewerberin Ellen Krukenberg | –                  | –          |  | 03,0 %             | 1          |
| FDP                               | 16,8 %             | 2          |  | 02,6 %             | –          |
| Insgesamt                         | 100 %              | 16         |  | 100 %              | 16         |

### Bürgermeister
- 1998–2008: Dieter Eipel (CDU)[15]
- 2008–2014: Wolfgang Schwericke (SPD)[16]
- 2014–2019: Heidrun Otto (CDU)[17]
- seit 2019: Udo Rönnefahrt (FDP)[18]

Rönnefahrt wurde in der Bürgermeisterwahl am 9. Juni 2024 bei zwei Gegenkandidaten mit 52,2 % der gültigen Stimmen wiedergewählt. Seine Amtszeit beträgt fünf Jahre.

### Wappen
| Wappen von Lindow | Blasonierung: „In Gold ein ausgerissener grüner Lindenbaum, der Stamm belegt mit einem kleinen roten Schild, darin ein silberner Adler mit goldener Bewehrung.“ |
| Wappen von Lindow | Wappenbegründung: Das Wappen der Stadt ist seit dem 14. Jahrhundert auf Siegeln überliefert; es zeigt als redendes Symbol einen Lindenbaum. Der Adlerschild ist das Familienwappen der Stadtgründer, der Herren von Ruppin. Das Wappen wurde am 29. März 2001 durch das Ministerium des Innern genehmigt. |

### Städtepartnerschaften
Seit 1967 besteht eine Partnerschaft mit der Stadt Harfleur aus der Normandie in Frankreich. Der heutige Lindower Ortsteil Banzendorf pflegt seit 2001 eine Partnerschaft mit Jemiołów aus Polen. Im Jahre 2010 wurde die Partnerschaft mit Březnice in Tschechien geschlossen.

## Sehenswürdigkeiten und Kultur

### Bauwerke

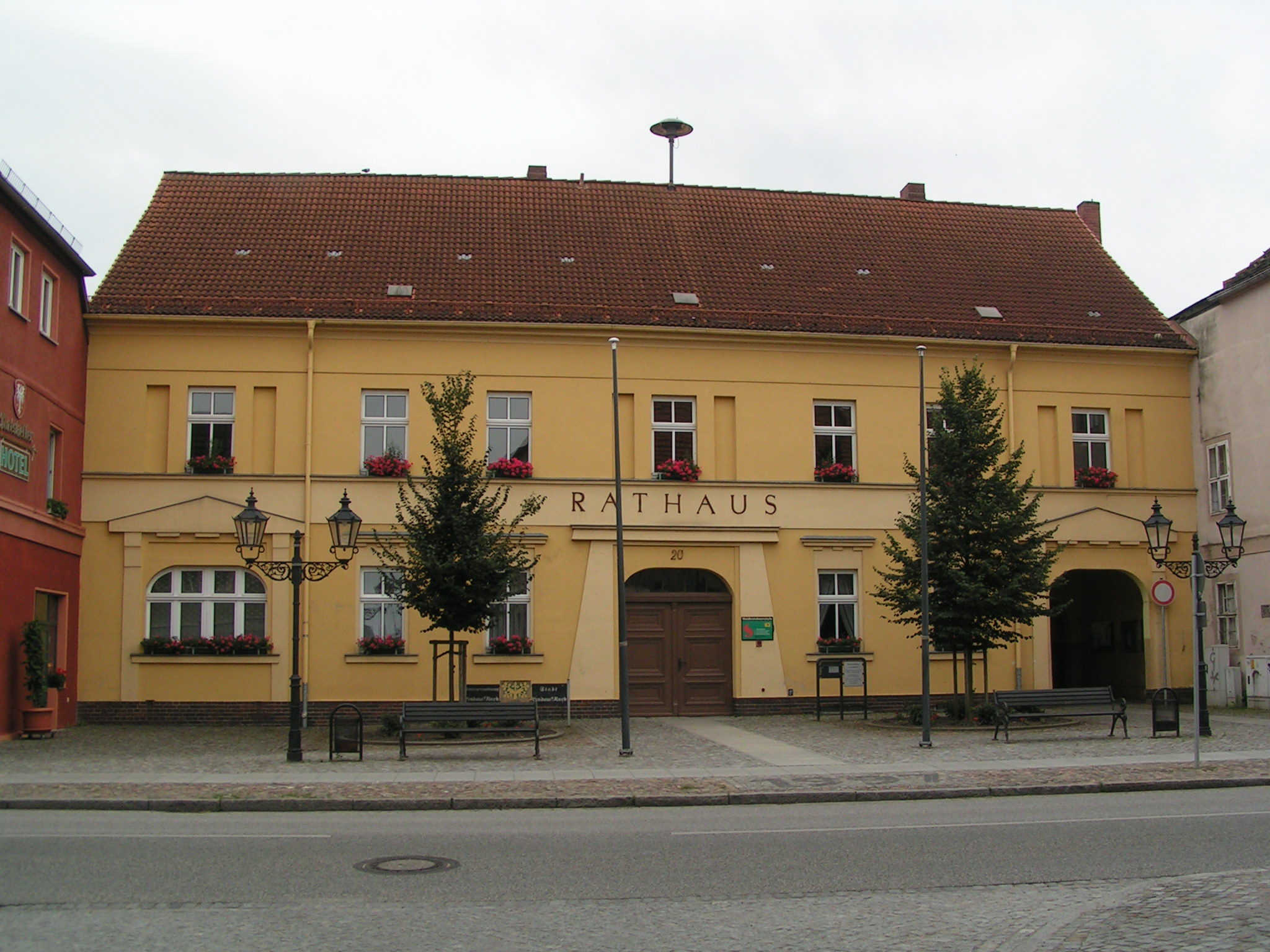
Rathaus in Lindow

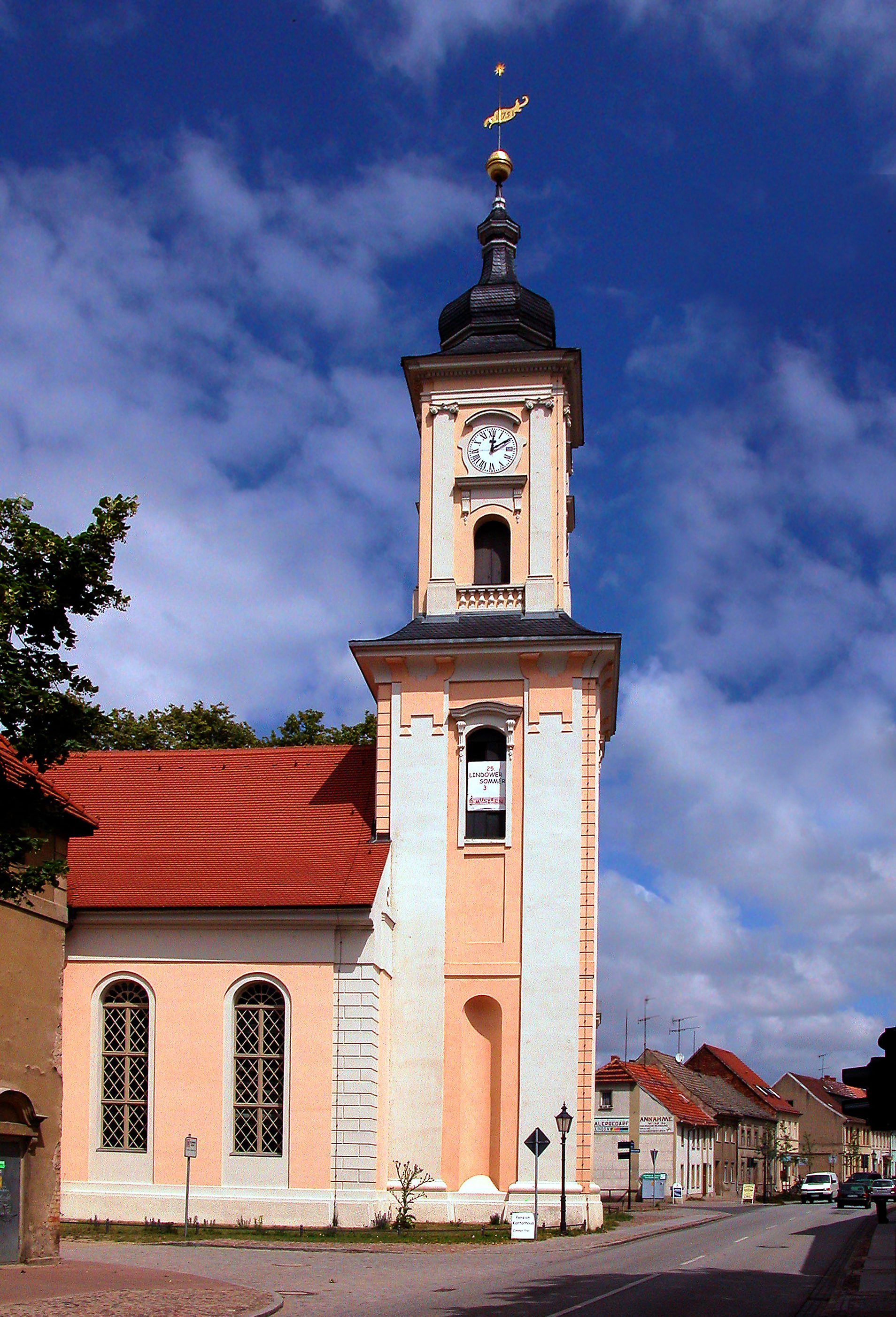
Evangelische Pfarrkirche in Lindow

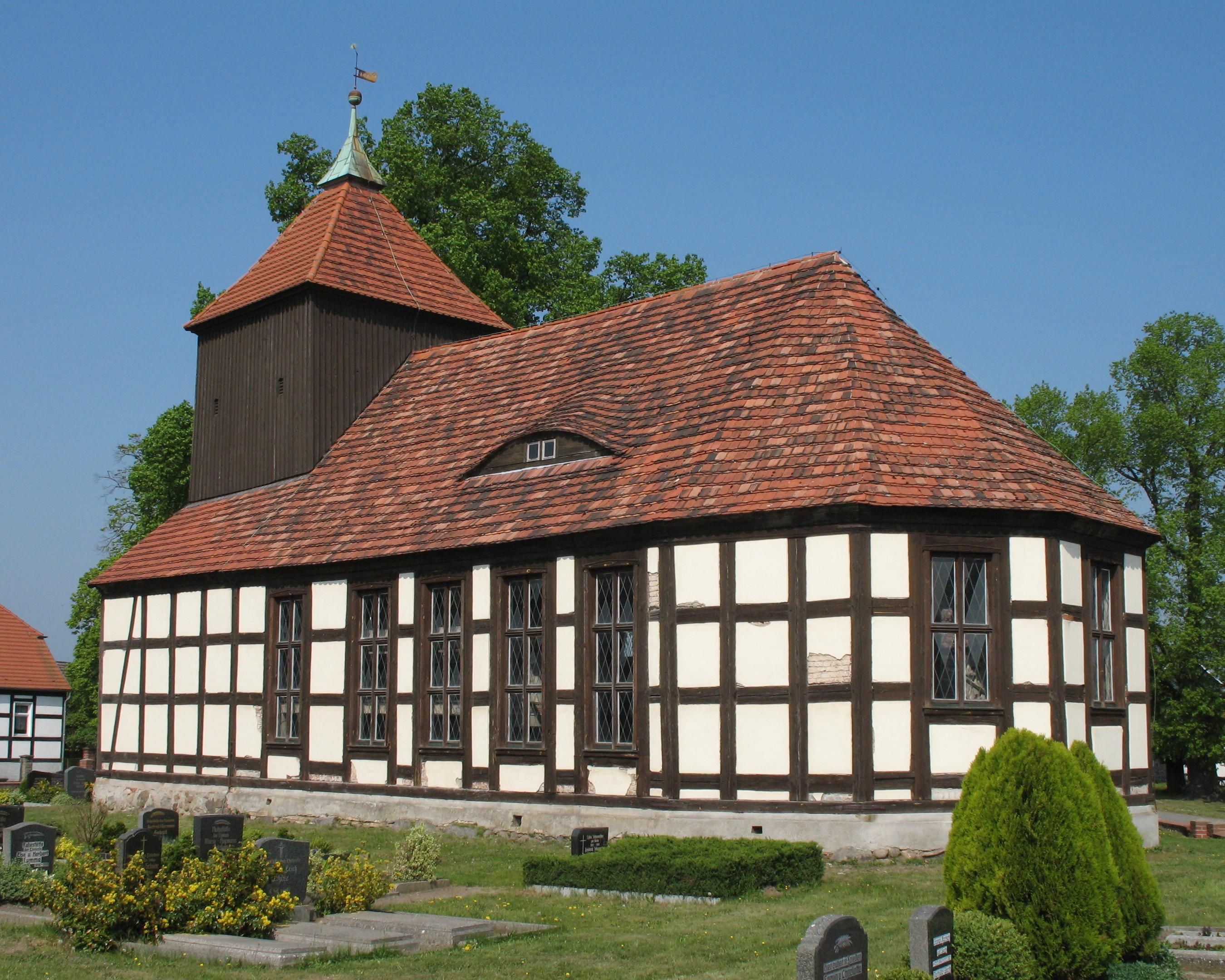
Kirche in Schönberg

- Kloster Lindow, von dem 1230 gegründeten Zisterzienserinnenklosters am Ufer des Wutzsees sind nach der Zerstörung im 17. Jahrhundert noch einige Bauteile im ruinösen Zustand erhalten
- Evangelische Pfarrkirche, ein barocker Saalbau, der von 1751 bis 1755 erbaut wurde, sehenswert sind Orgel und Kanzelaltar aus der Erbauungszeit
- Katholische Kirche St. Joseph von 1931
- Rathaus, klassizistischer Bau von 1809
- Klostermühle
- Rotes Schloss
- Puppenhaus

### Denkmale

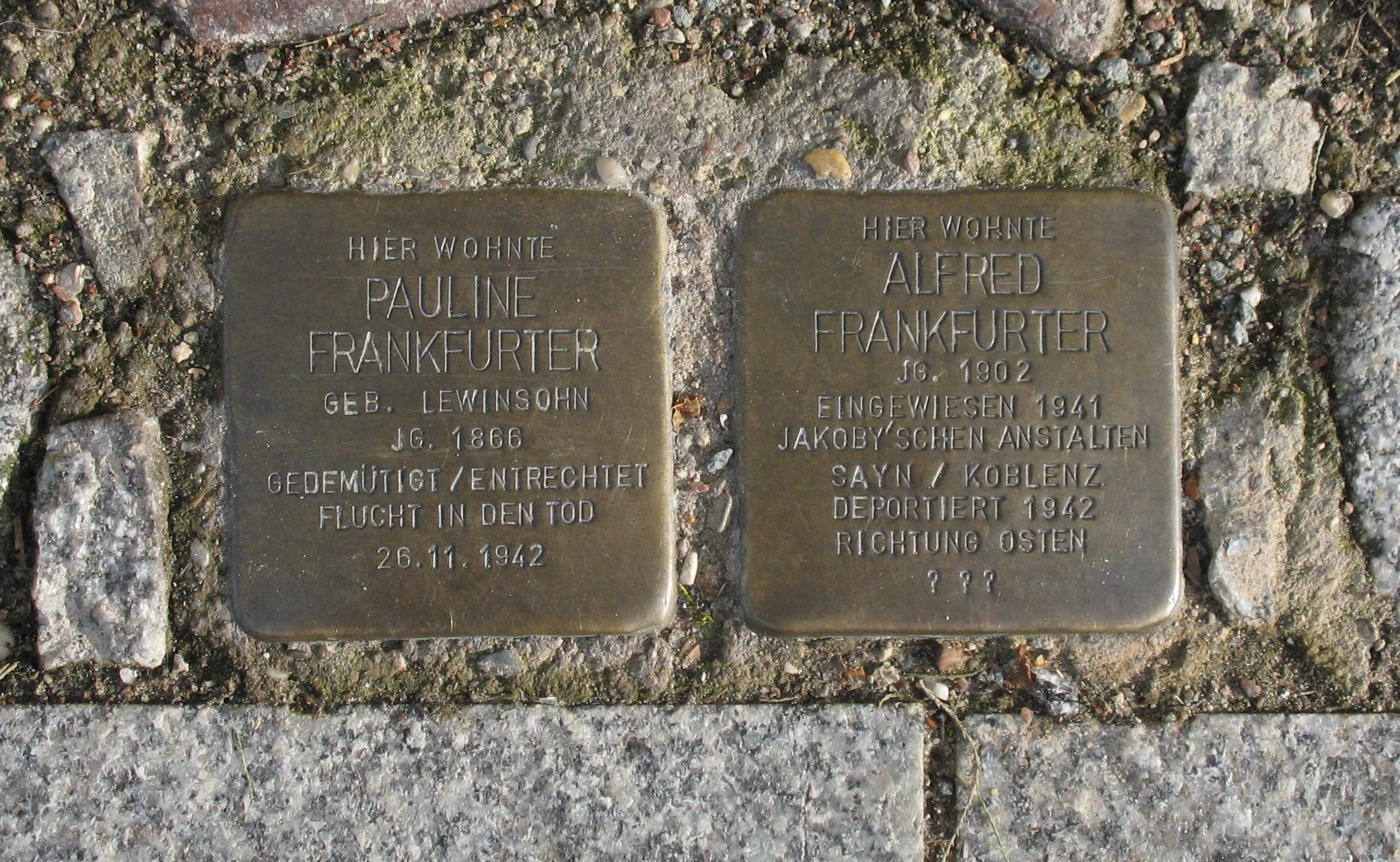
Stolpersteine

- Findling auf dem Friedhof an der Neuen Straße zum Gedenken an sechs Opfer des Todesmarsches von KZ-Häftlingen im April 1945
- Jüdischer Friedhof in der Harnackstraße in Höhe des Stadtparks, angelegt 1824, hat die NS-Zeit unbeschadet überdauert und wurde 1988 restauriert
- Denkmal im Stadtpark für die Opfer der Kriege und die Opfer des Faschismus
- Stolpersteine für ermordete jüdische Mitbürger[22]

### Regelmäßige Veranstaltungen
- Schlittenhunderennen in der Sportschule Lindow am zweiten Märzwochenende (seit 1992)
- „Literatur & Musik“ in der Klosterruine am ersten Sonntag im September
- Wutzseelauf veranstaltet von der Sportschule Lindow immer Anfang Juni (seit 2004).

## Wirtschaft und Infrastruktur

### Verkehr
Lindow liegt an der Landesstraße 19 zwischen Rheinsberg und Kremmen.
Der Bahnhof Lindow liegt an der Bahnstrecke Löwenberg–Flecken Zechlin und wird ganzjährig von der Regionalbahnlinie RB 54 von Rheinsberg nach Löwenberg bedient. Einzelne Fahrten werden bis Berlin durchgebunden.
Durch die Ostprignitz-Ruppiner Personennahverkehrsgesellschaft ist Lindow mit einer PlusBus- sowie weiteren Regionalbuslinien verbunden.

### Bildung
Staatliche Schulen
- Drei-Seen-Schule

Schulen in freier Trägerschaft
- Berufsfachschule für Sport Lindow der Europäischen Sportakademie Land Brandenburg

### Sport
Die Volleyball-Männermannschaft des SV Lindow-Gransee spielt in der Saison 2019/20 in der 2. Volleyball-Bundesliga Nord.

## Persönlichkeiten
Geboren in Lindow
- Theodor Zechlin (1818–1895), altmärkischer Heimatforscher
- Friedrich Kienscherf (1818–1890), Orgelbauer in Eberswalde
- Paul Bonte (1862–1940), Marinegeneralarzt der deutschen kaiserlichen Marine
- Max Zell (1866–1943), Industrieller in der Braunkohlenindustrie

Mit Lindow verbunden
- Heinrich Steinhausen (1836–1917), Schriftsteller, um 1875 Pfarrer in Lindow.
- Peter Maaß (* 1992), Landesvorsitzender der Jusos Berlin, in Lindow aufgewachsen[23]

Geboren in der Gemeinde
- Dieter Stellmacher (* 1939), Philologe und Hochschullehrer, in Klosterheide geboren
- Volker Liche (* 1941), Flottillenadmiral, in Klosterheide geboren
- Jimmi D. Paesler (* 1942), Maler, in Klosterheide geboren